# Orobanche californica
Orobanche californica (лат.) — вид рода Заразиха (Orobanche) семейства Заразиховые (Orobanchaceae). Встречается на западе Северной Америки. Паразитическое растение, растущее, прикрепляясь к корням других растений, как правило, из семейства Астровых.

## Ботаническое описание

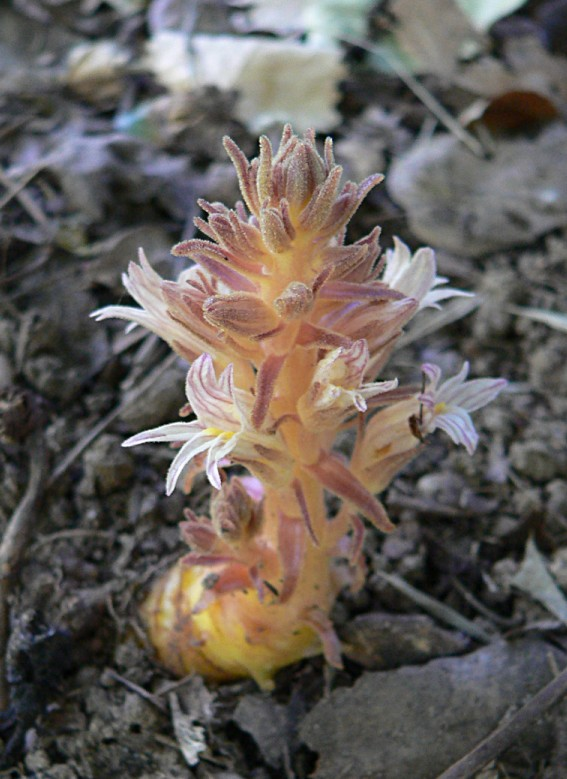
Общий вид растения.

Orobanche californica — растение, растущее из толстого корня вертикально вверх на высоту до 35 см, с одним стеблем или группой из нескольких. Как у паразита, получающего питательные вещества от растения-хозяина, у него отсутствуют листья и хлорофилл. Растение от светлого до тёмно-фиолетового цвета, покрыто железистыми волосками.
Соцветие представляет собой удлинённую или разветвлённую группу из нескольких цветков. Каждый цветок трубчатый, длиной до 5 см, бледно-розовый, желтоватый или пурпурный, иногда с яркими прожилками. Плод представляет собой коробочку, содержащую мелкие семена.

### Подвиды
Существуют несколько подвидов, которые иногда трудно различить:
- Orobanche californiaica subsp. californica — номинативный подвид. Обитает в прибрежных местах обитания, от центральной Калифорнии до Британской Колумбии, паразитирует на гринделиях[4].
- Orobanche californiaica subsp. condensa — эндемик Калифорнии, обитает в южно-калифорнийских береговых хребтах и западных поперечных хребтах[5].
- Orobanche californiaica subsp. feudgei — произрастает на чапаральных растениях, произрастающих в засушливых районах Сьерра-Невады и на поперечных хребтах Калифорнии, а также на полуостровных хребтах в южной Калифорнии и северной части Нижней Калифорнии[6].
- Orobanche californiaica subsp. grandis — необычный подвид, эндемик Калифорнии, встречается в прибрежных районах округа Сан-Луис-Обиспо и на севере округа Санта-Барбара, а также на острове Санта-Роза на северных островах Чаннел[7][8].
- Orobanche californiaica subsp. grayana — растёт на влажных лугах, по берегам ручьёв в области залива Сан-Франциско, северной части Сьерра-Невада и плато Модок. Паразитирует на мелколепестниках и астрах[9].
- Orobanche californiaica subsp. jepsonii — встречается, как правило, на высотах не ниже 2200 м, обитает в Калифорнии в южной части Сьерра-Невады, долине Сан-Хоакин и округе Санта-Барбара, к северу от границы штата Орегон; растёт на разных астровых[10].

## Распространение и местообитание
Ареал Orobanche californica включает западную часть Северной Америки, от Британской Колумбии и Айдахо, через Калифорнию и Неваду до Нижней Калифорнии. Обнаружено во многих типах сред обитания. Отмечено, что вид ассоциирован с видами Solidago californica и полынью Artemisia tridentata.

## Использование
Члены племени северных пайюте в восточной Калифорнии и Большого Бассейна использовали отвар из Orobanche californica как средство от простуды и при лёгочных заболеваниях.